# Beweging van Landloze Landarbeiders
De Beweging van Landloze Landarbeiders (Portugees: Movimento dos Trabalhadores Rurais Sem Terra, MST) is een Braziliaanse politieke en sociaal-activistische beweging, geïnspireerd door het marxisme. De beweging is ontstaan uit verzet tegen de landhervorming door het militaire regime, voornamelijk in de jaren zeventig. Die gaf voorrang aan de kolonisatie van onontgonnen land in afgelegen gebieden, met als doel de bevolking meer te spreiden en te integreren. De MST daarentegen ijvert voor een fundamentele herverdeling van onproductieve gronden.

## Geschiedenis
De MST werd in januari 1984 opgericht door landarbeiders, die zich verzetten tegen het oprukken van grootschalige, gemechaniseerde landbouwexploitatie, ondersteund door megaprojecten zoals stuwdammen, die leidde tot het verdwijnen van kleine en middelgrote boerderijen en de concentratie van grondbezit.
De beweging organiseerde in de loop der jaren verschillende acties, waaronder de bezetting van gronden, en betogingen.